# Landschaftsschutzgebiet Grünlandinsel im oberen Bönkhauser Bachtal
Das Landschaftsschutzgebiet Grünlandinsel im oberen Bönkhauser Bachtal mit 2,5 ha Flächengröße liegt südlich von Bönkhausen im Stadtgebiet von Sundern im Hochsauerlandkreis. Es wurde 2019 bei der Neuaufstellung des Landschaftsplans Sundern durch den Kreistag des Hochsauerlandkreises als Landschaftsschutzgebiet (LSG) vom Typ C, Wiesentäler und bedeutsames Extensivgrünland, ausgewiesen. Das LSG ist umgeben vom Landschaftsschutzgebiet Sundern, von dem das Gebiet zuvor ab 1993 ein Teil gewesen war.

## Beschreibung
Das LSG umfasst eine beweidete Grünlandinsel im von Wald, meist Fichtenwald, geprägten oberen Bönkhauser Bachtal. Im Landschaftsplan wird es als Trittsteinbiotop bezeichnet.

## Schutzzweck
Der Landschaftsplan führt zum Schutzzweck aus: „Ergänzung der NSG-Festsetzungen der Talauen zu einem Grünlandbiotop-Verbundsystem, das Tieren und Pflanzen Wanderungs- und Ausbreitungsmöglichkeiten schafft und damit der Erhaltung der Leistungsfähigkeit des Naturhaushalts dient. Gleichzeitig wirken die offenen Talauen aufgrund ihrer überwiegenden Lage im waldreichen Plangebiet gliedernd und belebend im Bild der Landschaft und tragen damit zur Sicherung ihrer Vielfalt, Eigenart und Schönheit bei. Weiterhin sollen (Extensiv-)Grünlandflächen erhalten werden, die hervorgehobene Bedeutung für den Biotop- und Artenschutz haben.“

## Rechtliche Vorschriften
Wie in den anderen Landschaftsschutzgebieten vom Typ C in Sundern besteht im LSG ein Verbot der Erstaufforstung und Weihnachtsbaum-, Schmuckreisig- und Baumschul-Kulturen anzulegen. Grünland und Grünlandbrachen dürfen nicht in Acker oder andere Nutzungen umgewandelt werden.

## Gebot und Entwicklungsmaßnahmen
Wie für alle Landschaftsschutzgebiete vom Typ C im Landschaftsplangebiet wurde ein spezielles Gebot erlassen. „Die Gebiete sind im Rahmen der landwirtschaftlichen Nutzung oder durch geeignete Pflegemaßnahmen von Bewaldung freizuhalten.“
Wie für alle Landschaftsschutzgebiete vom Typ C in Sundern wurde ein spezielles zwei Entwicklungsmaßnahmen festgesetzt. Bei der landwirtschaftlichen Nutzung soll eine extensive Bewirtschaftung mit vertraglicher Regelungen angestrebt werden. Brachflächen sollen sektoral im Turnus von 3 Jahren – jedoch nicht vor dem 1. August eines Jahres – gemäht werden um eine Verbuschung zu verhindern.